# Кунгстрэдгорден

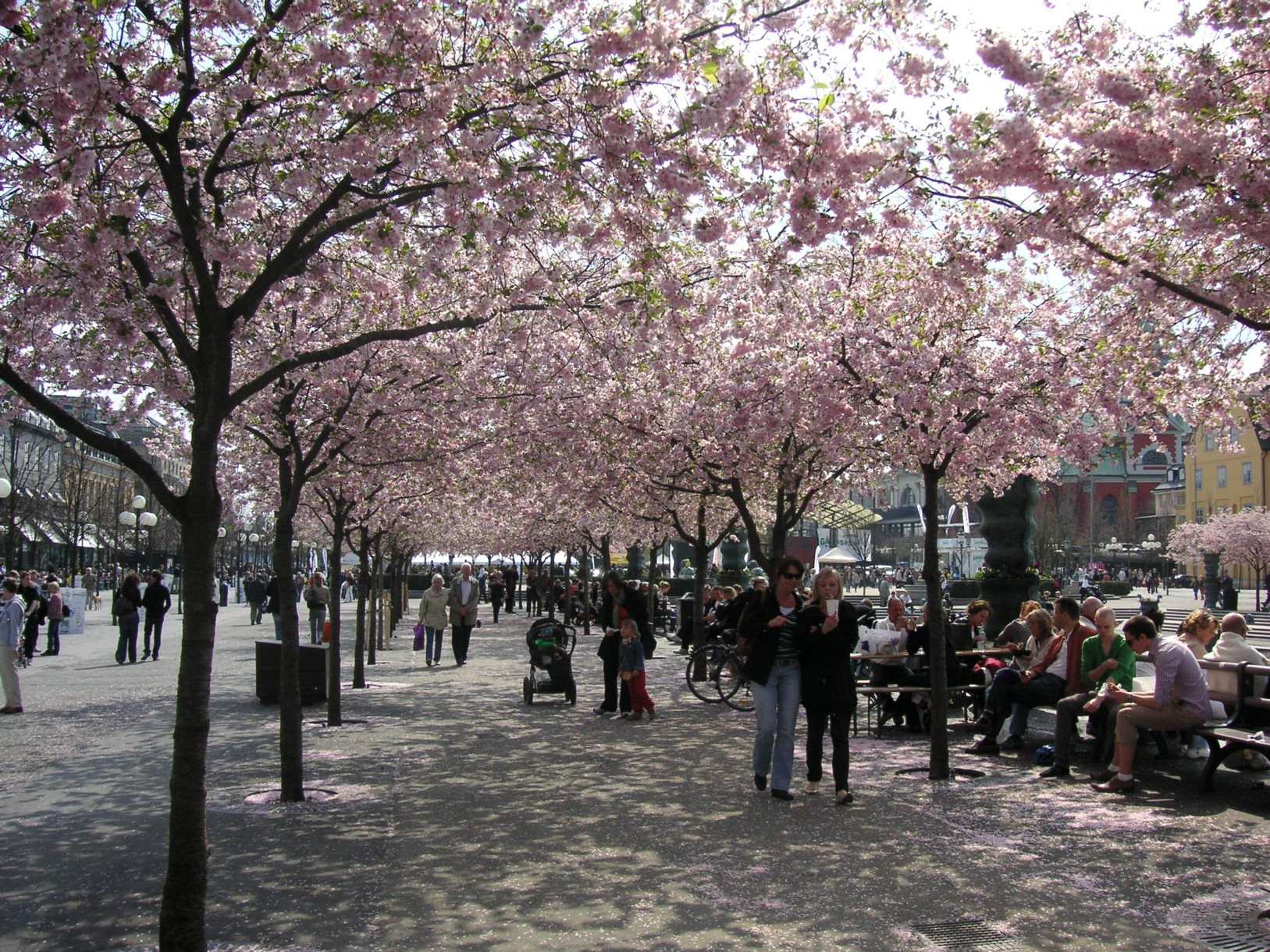
Кунгстрэдгорден, цветение вишен

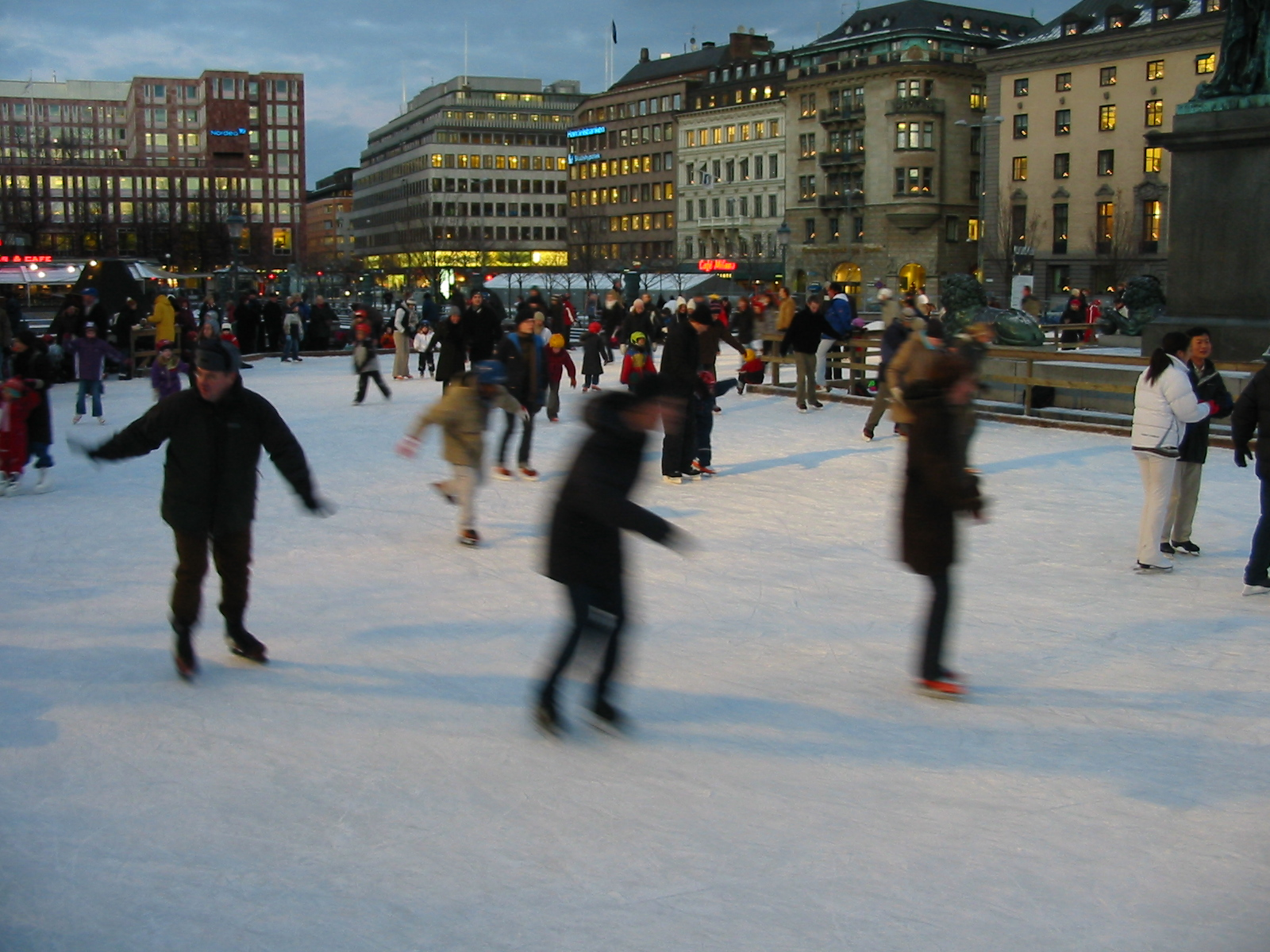
Катание на коньках зимой

Кунгстрэдгорден (шведск. — Kungsträdgården, «Королевский сад») — парк в центре Стокгольма, Швеция. В разговорном языке известен как Кунгсан (Kungsan).
Центральное расположение парка и кафе на открытом воздухе делает его одним из самых популярных мест в Стокгольме. Летом здесь проводятся концерты под открытым небом и праздничные мероприятия, зимой открывается каток. Кроме того, каждый год здесь обычно проводит первомайские демонстрации Левая партия и другие коммунистические и левые партии. В парке есть также несколько кафе, художественные галереи и рестораны.
Парк разделен на четыре части (с юга на север):
- Площадь Карла XII
- Фонтан Мулина
- Площадь Карла XIII
- «Фонтан Wolodarski» (без официального названия).

Парк находится в ведении Торговой палаты г. Стокгольма.

## Обзор
По периметру парка расположено множество достопримечательностей: к югу от парка вдоль набережной проходит улица Стрёмгатан, от которой в Старый Город перекинуты мосты Стрёмбрун и Норрбру; к северу находится улица Хамнгатан с универмагами PK-Huset и Nordiska Kompaniet (НК).
Вдоль восточной стороны парка тянется улица Кунгстрегордсгатан, на которой стоит ряд известных зданий: стокгольмская синагога архитектора Фредрика Вильгельма Шуландера (1867-70), здание Управления горного ведомства (Jernkontoret) архитектора Акселя Кумлина (1875), дом Пальмы (Palmeska Huset) Хельго Сеттервалля (1884-86), являющийся сегодня штаб-квартирой Хандельсбанкена; и, наконец, станция метро «Кунгстрэдгорден».
Вдоль западной стороны расположена Шведская королевская опера, церковь Св. Якоба, Matchstick Palace и Sverigehuset (туристский информационный центр).

## История

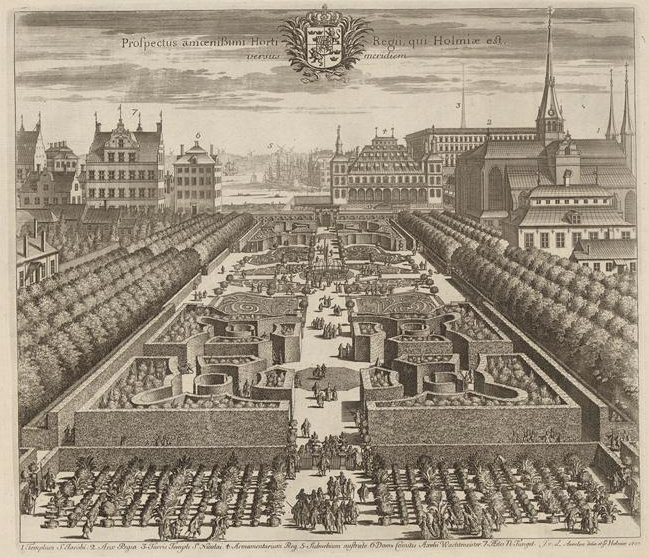
Кунгстрэдгорден, вид с севера. Гравюра из Suecia Antiqua и др. Hodierna, 1716.

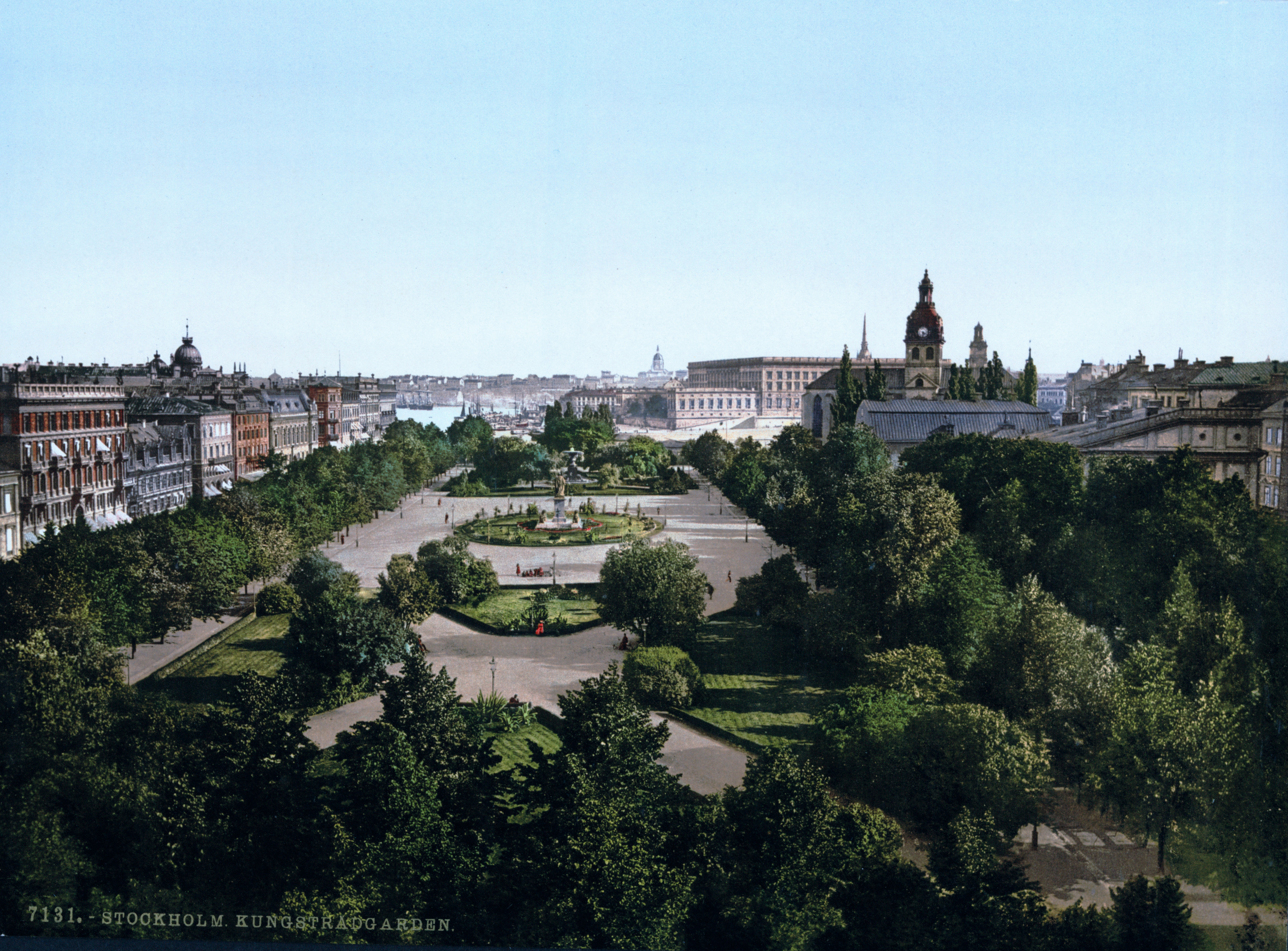
Открытка, 1890—1900

Хотя Кунгстрэдгорден как огород для королевского стола был известен ещё в глубоком средневековье, впервые упоминается в исторических хрониках как konungens kålgård («сад королевской капусты») в 1430 году. Королевские владения в этой области была значительно увеличены путём приобретений 1454 года, и затем последовательно расширялись на протяжении всего столетия. Постепенно чисто утилитарный «огород» превратился в закрытый сад королевских развлечений в стиле барокко и стал называться «Королевским садом». Сад представлял собой симметричную композицию с фонтаном в центре и был отделен от набережной дворцом Макалёс (швед.).
При открытии статуи Карла XIII в 1821 году его преемник Карл XIV Юхан засыпал значительную часть парка гравием, создав таким образом площадь Карла XIII. Когда дворец Макалёс в 1825 году был уничтожен пожаром, парк был расширен с южной стороны до набережной и сделался центром общественной жизни горожан. С 1860-х годов в парке начали высаживать деревья и устраивать аллеи. Был отлит из бронзы один из сегодняшних символов парка — фонтан Мулина.
В следующем столетии поступало несколько предложений по застройке северной части парка, но во время Второй мировой войны было решено оставить всё как есть. В 1970 году парк перешел в собственность города.
В 1970-е годы при строительстве станции метро встал вопрос о вырубке старых вязов, что привело к бурным протестам 12-13 мая 1971 года. Жители приковывали себя цепями к деревьям, и это событие получило впоследствии название «битвы за вязы». В конце концов эти протесты не только привели к сохранению деревьев и переносу входа в метро к западу от парка, но и ознаменовали конец периода, когда сносились многие исторические здания в центральной части Стокгольма.
В 1980-е годы парк имел дурную репутацию из-за молодёжных беспорядков, проституции и торговли наркотиками. В конце 1990-х памятник Карлу XII был перестроен. В 2004 году были посажены 285 новых лип, чтобы заменить больные вязы (некоторые из которых датируются 17-м веком), и добавлены новые павильоны кафе.

## Площади двух Карлов

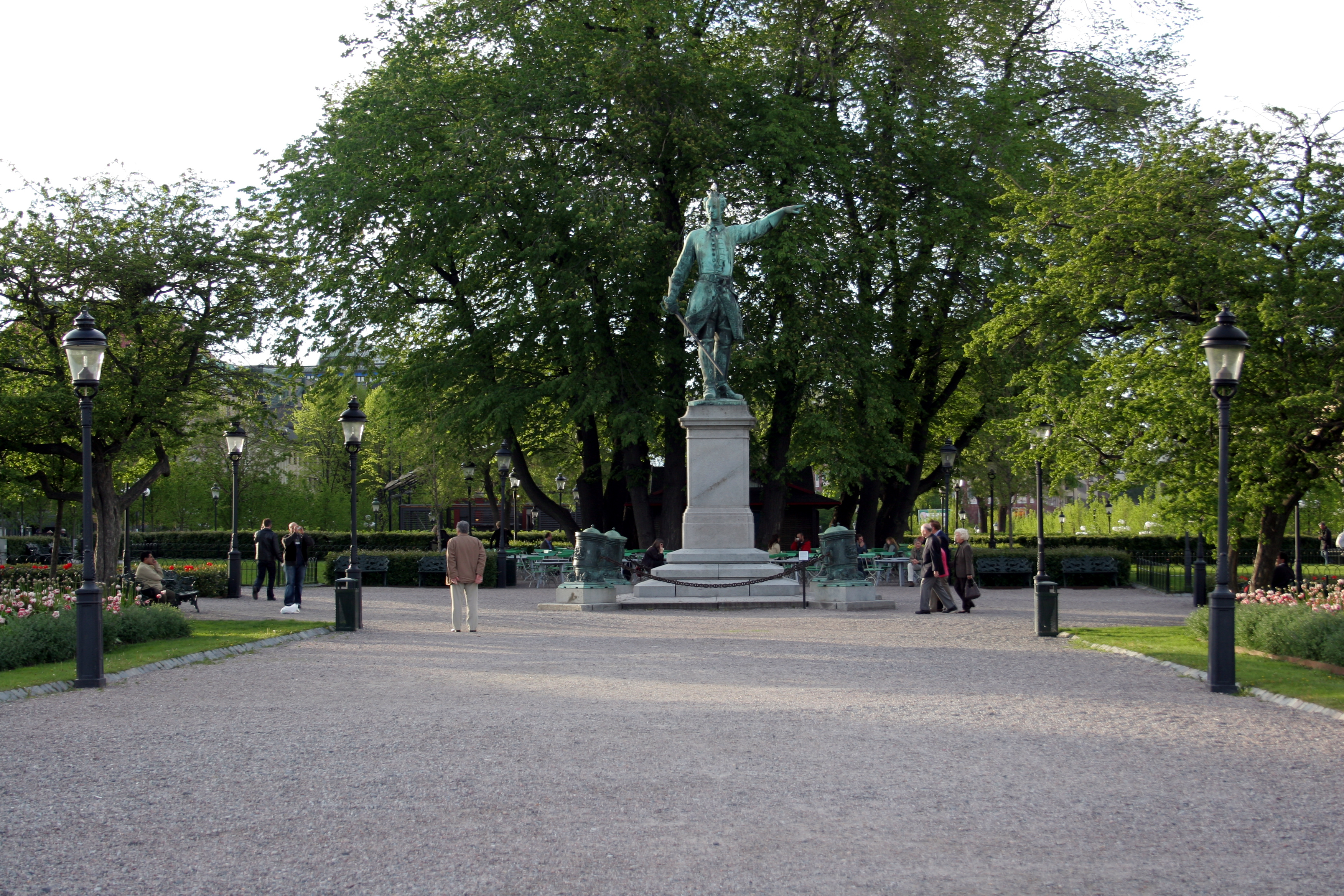
Статуя Карла XII

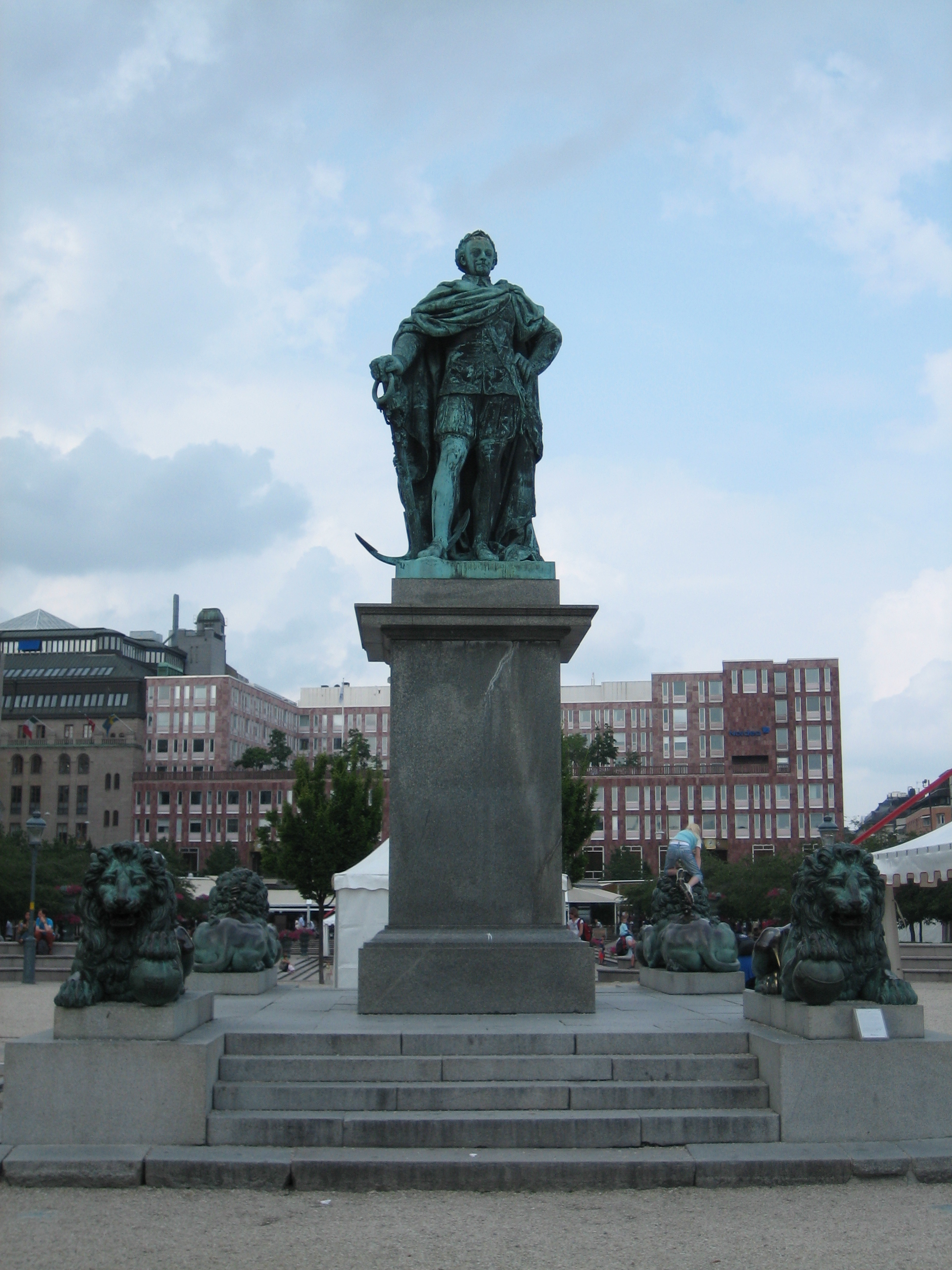
Статуя Карла XIII

Южную треть парка называют Karl XII:s torg (площадь Карла XII). Здесь находится статуя Карла XII (скульптор Юхан Петер Мулин), открытая 30 ноября 1868 года к 150-летию со смерти короля.
Памятник Карлу XIII, правившему Швецией с 1809 по 1818 год, стоит в центре парка. Он был воздвигнут по заказу его преемника Карла XIV Юхана скульптором Эриком Густавом Гёте (1779—1838). Эта статуя, открытая в 1821 году, окружена четырьмя львами работы Бенгта Эрланда Фугельберга (1786—1854), которые были добавлены к ней в 1824 году.
Каждый из львов держит под лапой шар с изображениями норвежского и шведского гербов, символизирующий шведско-норвежскую унию, заключённую во время правления этого короля. Якорь под правой рукой короля — символ морских побед, одержанных им во время русско-шведской войны 1788—1790.
На месте статуи Карла XII ранее располагался дворец Макалёс (он же дворец Делагарди), до 1642 года принадлежавший полководцу Якобу Делагарди. Дворец затем отошёл к короне и в 1690 году был перестроен в Оружейную палату. После смерти Густава III в 1792 году дворец был перестроен в оперный театр. Оперный театр сгорел дотла во время выступления в 1825 году, фрагменты его сегодня выставлены в близлежащей станции метро.
В 1990-х годах площадь была популярным местом сбора правых экстремистов и неонацистов, которые, как правило, проводили парады 30 ноября каждого года. Иногда это приводило к столкновениям с левыми и настоящим сражениям. Сегодня место в основном известно так называемым «Чайным домиком» (швед. Tehuset), где подают кофе и бутерброды.

## Фонтан Мулина
Фонтан Юхана Петера Мулина, первоначально сделанный из гипса, был центральной частью экспозиции скандинавского искусства и промышленности в 1866 году. Хотя главный павильон экспозиции, простирающийся на 200 метров через парк и увенчанный 30-метровым куполом, был переполнен объектами, фонтан нельзя было не заметить. Было решено отлить его в бронзе, и в 1873 году он был открыт на том же самом месте.
Среди мифологических персонажей, населяющих фонтан, бог океана Эгир, его жена Ран и девять их дочерей, слушающие игру Водяного на арфе. Композиция символически намекает на географическое положение Стокгольма, лежащего между озером Меларен и Балтийским морем.
К открытию фонтана в парке были посажены ивы. Это особый гибридный вид — Peking Willow (Salix babylonica), в шведском языке называемые fontänpil (фонтанные ивы), в знак признания произведения искусства.

## Фонтан Wolodarski

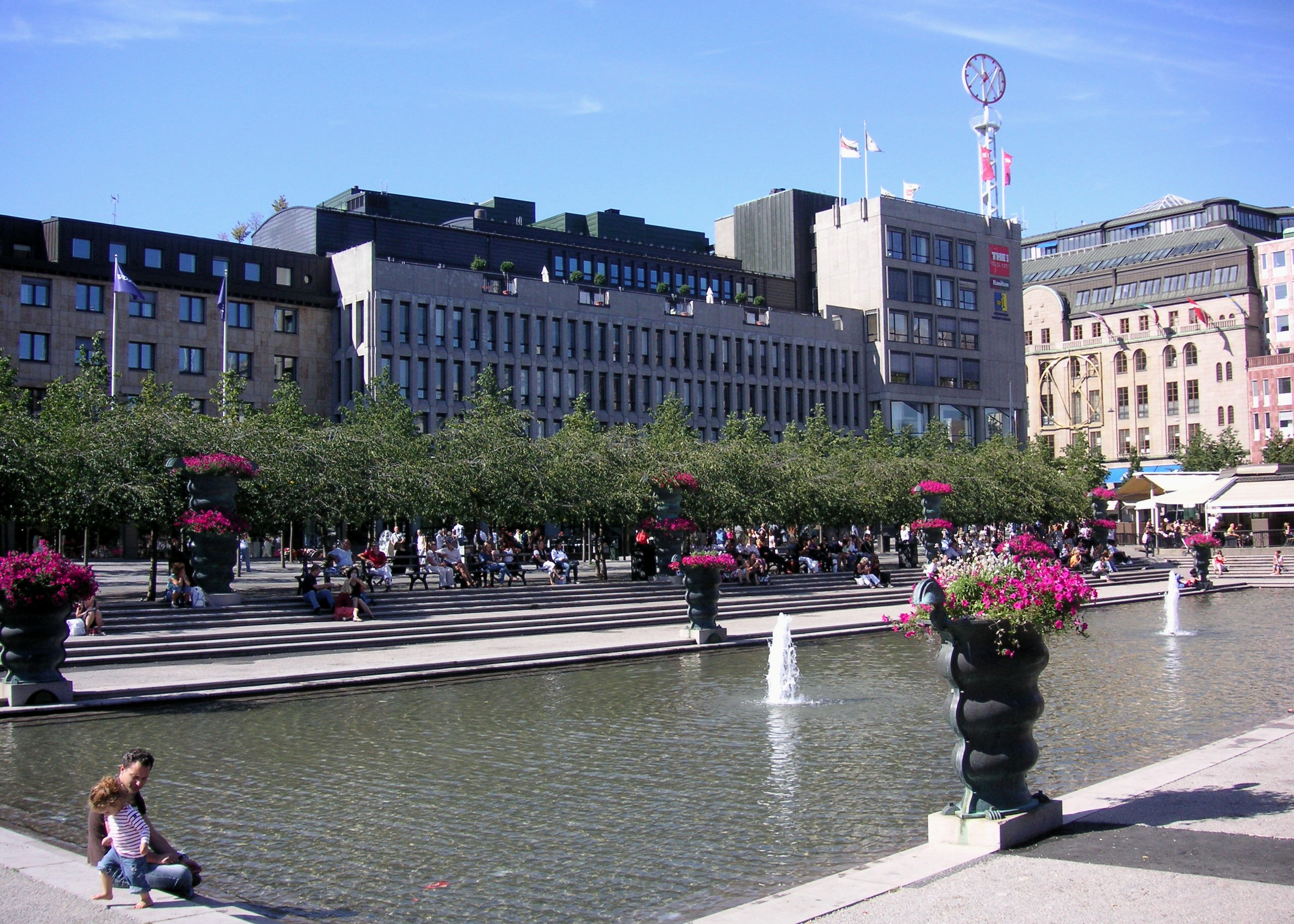
Парк в 2007

В августе 1998 года, в парке посадили 63 сакуры («японские вишни»), цветение которых теперь каждую весну украшает парк. Кроме того, городской архитектор Александр Володарски (швед.) привлек художника Зиверта Линдблома (швед. Sivert Lindblom) к дизайну больших бронзовых урн по периметру нового прямоугольного фонтана. Лигдблом также украсил небольшую площадь Blasieholmstorg к востоку от парка композицией с византийскими лошадями.
Нововведения Володарски многие приняли в штыки, считая, что они наносят ущерб стилю «барокко» парка и нарушают геометрию его дизайна.